# Paso de las Duranas
Paso de las Duranas es un barrio de la ciudad de Montevideo. Administrativamente, se incluye en el Municipio G y el Centro Comunal Zonal 13.
Limita con los barrios Sayago, Peñarol, Lavalleja, Aires Puros, Prado y Belvedere.
Dentro de Paso de las Duranas destacan el Museo Nacional de Antropología, el Instituto de Enseñanza Secundaria Nº59 "Felisberto Hernández", el Cottolengo Don Orione, el Museo de la Memoria y el sanatorio de la ex Casa de Galicia.